# 10449 Takuma
10449 Takuma eller 1936 UD är en asteroid i huvudbältet, som upptäcktes den 16 oktober 1936 av den franska astronomen Marguerite Laugier i Nice. Den har fått sitt namn efter den japanske astronomen Hitoshi Takuma.
Asteroiden har en diameter på ungefär 12 kilometer.